# 피아노 변주곡 (베베른)
《피아노 변주곡 작품번호 27》은 1936년 안톤 베베른이 작곡한 피아노 12음기법 곡이다. 이 악장은 세 가지 악장으로 구성되어 있다.
베베른이 독주 피아노를 위해 발표한 유일한 작품인 변주곡은 그의 주요 악기 작품 중 하나이며 그의 후기 스타일을 보여주는 예이다. 베베른은 이 작품을 피아니스트 에두아르트 스토이어만에게 헌정했다. 1937년 10월 26일, 베베른의 감독 후, 페터 슈타들렌에 의해 초연되었다.
작품의 세 악장은 다음 음렬을 기반으로 하는 12음기법 악장이다.

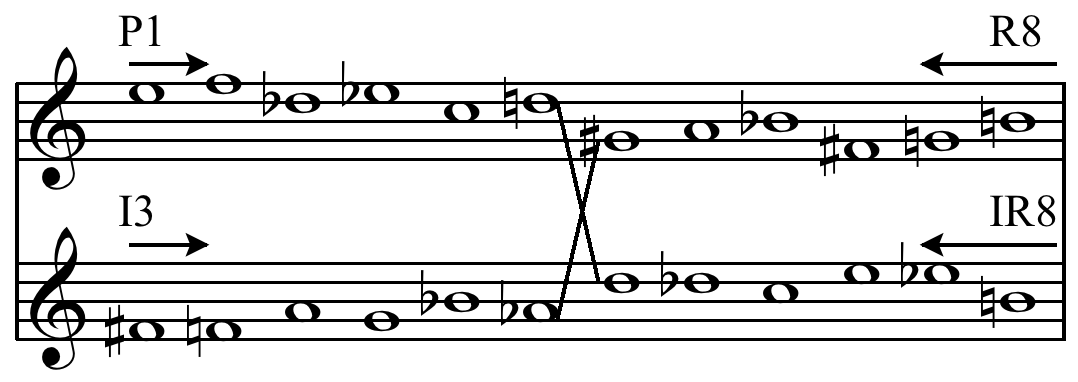
베베른 음렬.분석